# Wybierając śmierć – Niewiarygodna historia death metalu i grindcore’a
Wybierając śmierć – Niewiarygodna historia death metalu i grindcore’a (ang. Choosing Death: The Improbable History of Death Metal & Grindcore) – książka autorstwa amerykańskiego dziennikarza Alberta Mudriana. Publikacja dokumentuje powstanie oraz rozwój gatunków muzycznych death metal i grindcore w latach 80. i 90. XX wieku.
Książka w oryginale ukazała się w 2004 roku nakładem Feral House (ISBN 978-1-932595-04-8). Autorem przedmowy był brytyjski dziennikarz muzyczny i spiker radiowy rozgłośni BBC Radio 1 John Peel, zmarły w kilka miesięcy po opublikowaniu książki, 24 października 2004 roku.
Wybierając śmierć na język polski przełożył Bartosz Donarski, dziennikarz magazynu Mystic Art, a praca opublikowana została nakładem wydawnictwa KAGRA (ISBN 978-83-87598-44-0) 20 listopada 2007 roku, następnie w lutym 2011 roku ukazało się II wydanie. W 2009 roku książka ukazała się w wersji hiszpańskojęzycznej pt. Eligiendo Muerte: La Improbable Historia Del Death Metal Y Grindcore (ISBN 978-09796163-5-8) w tłumaczeniu Carlosa San Romana C., dziennikarza meksykańskiej edycji magazynu Rolling Stone.